# 廃墟からの復活

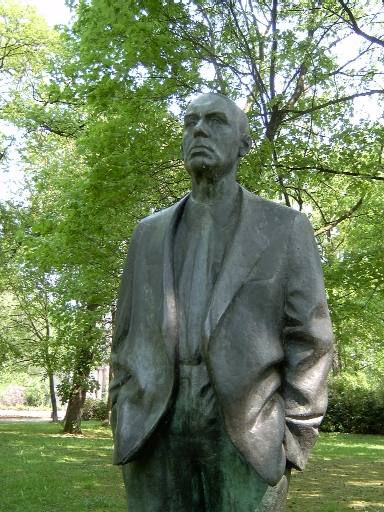
作詞者：ヨハネス・ロベルト・ベッヒャーの銅像

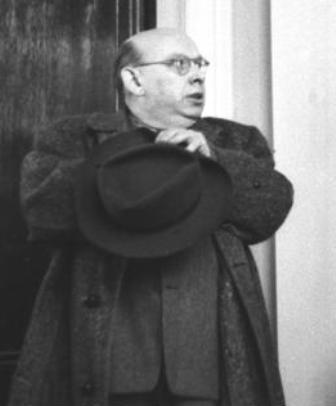
作曲者：ハンス・アイスラー

廃墟からの復活（独: Auferstanden aus Ruinen）は、ドイツ民主共和国（東ドイツ：DDR）の国歌。ヨハネス・ロベルト・ベッヒャー作詞、ハンス・アイスラー作曲。

## 概要
1949年、ソ連占領下のドイツにドイツ民主共和国が成立した際に、後に文化大臣となる詩人 ヨハネス・R・ベッヒャーが作詞した。合わせて2人の作曲家がベッヒャーの歌詞に対して曲を提案し、ハンス・アイスラーのものが採用された。この曲には、祖国統一と第二次世界大戦による荒廃からの復活の願いがこめられている。

## 歴史
1949年に書かれた東ドイツの国歌は、分割占領されたドイツの政治状況を反映しており、東西ドイツの統一を目指すことは、適切で自然なものとして受け取られた。その結果、ベッヒャーの歌詞は、「祖国統一」のいくつかの意味合いを発展させ、それらを「einig Vaterland（アイニヒ・ファーターラント、一つの祖国）」、つまりドイツ全体を意味する表現を含めた。しかし、1961年にベルリンの壁が構築されたことに加えて、1970年代に入ると、SED（ドイツ社会主義統一党）が再統一の方針を転換して「独立した社会主義国家」を宣伝し始めた。これにより、「一つの祖国」というフレーズを含む歌詞は党の方針にそぐわなくなり、それ以降はメロディーのみが演奏されることとなった。その後、「（公共）放送の終了に国歌が歌詞と共に歌われるようになったのは、壁崩壊後の1990年1月から9月まで」であった。
なお、ベッヒャーの歌詞は戦前のドイツの国歌であった『ドイツの歌』と韻律が同じであり、ハイドンの曲に合わせてもぴったり歌えるが、これは偶然ではない。

## 歌詞
Nationalhymne der Deutschen Demokratischen Republik
1. Auferstanden aus Ruinen
und der Zukunft zugewandt,
laß uns Dir zum Guten dienen,
Deutschland, einig Vaterland.
Alte Not gilt es zu zwingen,
und wir zwingen sie vereint,
denn es muß uns doch gelingen,
daß die Sonne schön wie nie
über Deutschland scheint, über Deutschland scheint.
2. Glück und Friede sei beschieden
Deutschland, unserm Vaterland.
Alle Welt sehnt sich nach Frieden,
reicht den Völkern eure Hand.
Wenn wir brüderlich uns einen,
schlagen wir des Volkes Feind.
Laßt das Licht des Friedens scheinen,
daß nie eine Mutter mehr
ihren Sohn beweint, ihren Sohn beweint.
3. Laßt uns pflügen, laßt uns bauen,
lernt und schafft wie nie zuvor,
und der eignen Kraft vertrauend
steigt ein frei Geschlecht empor.
Deutsche Jugend, bestes Streben
unsres Volks in dir vereint,
wirst du Deutschlands neues Leben.
Und die Sonne schön wie nie
über Deutschland scheint, über Deutschland scheint.

## 日本語訳
1. 廃墟より復興し
未来へ向かって
一つの祖国ドイツの
公共のため奉仕しようではないか。
克服しなければならない古き苦境は
団結して克服にあたろう。
私たちは成し遂げなければならない
太陽をかつてないほど美しく
ドイツの上に輝かせることを、ドイツの上に輝かせることを。
2. ドイツ、私たちの祖国に
幸福と平和がありますように。
全世界は平和を切望し
諸国の人民とドイツの人民の手を繋がせる。
私たちが同胞として団結すれば
人民の敵を打ち負かすことができる
平和の光を輝かそう
母がもう二度と
息子の死を嘆くことのないように、息子の死を嘆くことのないように。
3. 耕そう、建設しよう
かつてないほど学び、創り出し
自分の力を信じた
自由な世代が立ち上がる。
ドイツの若者よ
私たちの人々の最善の努力は君の中に集約されている。
諸君はドイツの新しい命となり
太陽はかつてなく美しく
ドイツの上に輝く、ドイツの上に輝く。